# Paranormal Activity 3
Paranormal Activity 3 är en amerikansk skräckfilm från 2011. Filmen utspelar sig år 1988 och är en uppföljare till Paranormal Activity och Paranormal Activity 2.

## Rollista
| Katie Featherston   | – Katie                 |
| Sprague Grayden     | – Kristi Rey            |
| Lauren Bittner      | – Julie                 |
| Chris Smith         | – Dennis                |
| Molly Ephraim       | – Ali Rey               |
| Chloe Csengery      | – Katie (som barn)      |
| Jessica Tyler Brown | – Kristi Rey (som barn) |
| Dustin Ingram       | – Randy Rosen           |
| Brian Boland        | – Daniel Rey            |
| Mark Fredrichs      | – Dr. Fredrichs         |
| Johanna Braddy      | – Barnvakt              |
| Maria Olsen         | – Läskig kvinna         |
| Hallie Foote        | – (Mormor/farmor) Lois  |